# Радкевич, Станислав Борисович
Станисла́в Бори́сович Радке́вич (род. 15 апреля 1957, Москва) — российский политолог, политтехнолог и писатель.

## Биография
Окончил МГПИИЯ им. М. Тореза. Владеет испанским и английским языками.
В 1979—1985 работал вольнонаемным военным переводчиком на Высших пограничных курсах КГБ СССР.
С 1985 преподавал в Институте общественных наук при ЦК КПСС. Возглавлял аналитические подразделения Верховного совета РСФСР и Государственной думы РФ.
С 1999 — в группе компаний «Никколо М» руководил департаментом аналитики.
С 2007 — соучредитель, генеральный директор, а с 2020 — председатель Совета Директоров агентства «PR-3000».
Кандидат исторических наук (кандидатская диссертация «Политическая и организационная деятельность Коммунистической партии Эквадора по объединению антиимпериалистических сил в 70-е — начале 80-х годов»).
Доктор политических наук (докторская диссертация «Модель организации современной политической партии (сравнительно-политологический аспект)»). В этой работе, по-видимому, впервые ввел в научный оборот понятия «малой политической организации» и «большой политической организации». Разработал основы общей теории политической партии как типа малой политической организации и синергетической системы. Предсказал возможность создания общей синергетической теории политической организации.
Автор ряда сочинений художественной прозы. Женат на Светлане Львовне, воспитывает дочь Ксению.

## Основные работы
Всего опубликовано свыше 150 работ.
Монографии:
- Выборы губернаторов в России XXI века: люди, технологии, перспективы. В соавт. -- М.: 2022. -- 264 с. -- ISBN 978-5-6047636-8-1
- Как взять/удержать власть. Секреты непобедимой партии. Изд. 2-е, обновл. и доп. — Саарбрюккен (Германия): LAP LAMBERT Academic Publishing, 2016. — 134 с. — ISBN 978-3-659-81973-5
- Выборы губернаторов в путинской России: люди и технологии. В соавт. — М.: Буки Веди, 2013. — 316 с. — ISBN 978-5-4465-0217-2
- Как взять и/или удержать власть. Секреты непобедимой партии. — Ростов-на-Дону: Феникс, 2007. — 192 с. — ISBN 978-5-222-12126-9.
- Политические партии: общая теория и российские проблемы. М.: Институт защиты предпринимателей, 1997
- Социальный императив экономических реформ. В соавт. М.: Парламентский центр РФ, 1992
- Political Trends in the Russian Federation. Soviet Business Inteligence Bulletin. Special Report. Sept. 1992
- Проблемы левой альтернативы в условиях ускоренной капиталистической модернизации. М.: ИОН при ЦК КПСС, 1990

Книги прозы:
- мечтатель_солдат_бунтарь. — Екатеринбург: Издательские решения, 2020. — 328 с. — ISBN 978-5-4498-4404-0
- Август-91. До и после. — Карловы-Вары (Чехия): Skleněný Můstek, 2015. — 188 с. — ISBN 978-80-7534-024-5
- Лом. — Ростов-на-Дону: Феникс, 2005. — 330 с. — (Готика). — ISBN 5-222-06486-7.